# Elaphropoda percarinata
Elaphropoda percarinata är en biart som först beskrevs av Cockerell 1930.  Elaphropoda percarinata ingår i släktet Elaphropoda och familjen långtungebin. Inga underarter finns listade i Catalogue of Life.